# Ja sam rođen tamo na salašu
Ja sam rođen tamo na salašu (serbisch-kyrillisch Ја сам рођен тамо на салашу, deutsch: Ich wurde dort auf einer Farm geboren), auch bekannt als Salaš u malom ritu (serbisch-kyrillisch Салаш у малом риту, deutsch: Die Farm im kleinen Sumpf), ist ein serbisches Lied aus der autonomen Provinz Vojvodina, welches im Wesentlichen die Ereignisse des Zweiten Weltkriegs in der Vojvodina thematisiert. Das Lied wurde von Momir Petrović und Saša Mirković für die Fernsehserie Salaš u malom ritu aus dem Jahr 1975 geschrieben. Regisseur war Branko Bauer.
In der Vojvodina wird dieses Lied als inoffizielle Hymne der autonomen Provinz angesehen.